# Ctenosauriscidae
A Ctenosauriscidae a késő triász idején, a dinoszauruszok mellett élt nagy méretű archosaurusok egyik családja. A csoport valamennyi faja a hátán „vitorlát” viselt. Egy újabb keletű filogenetikus elemzés szerint ezek az állatok a Poposauridae család közeli rokonai.

## Nemek
| Nem                 | Státusz  | Kor            | Lelőhely        | Megjegyzés                            | Kép |
| ------------------- | -------- | -------------- | --------------- | ------------------------------------- | --- |
| - †Arizonasaurus    | Érvényes | középső triász | - Észak-Amerika | Egy ctenosauriscida Észak-Arizonából. |     |
| - †Bromsgroveia     | Érvényes | középső triász | - Európa        | Egy angol ctenosauriscida.            |     |
| - †Ctenosauriscus   | Érvényes | késő triász    | - Európa        |                                       |     |
| - †"Hypselorhachis" | Érvényes |                |                 |                                       |     |
| - †Lotosaurus       | Érvényes | kora triász    | - Ázsia         |                                       |     |

## Fordítás
- Ez a szócikk részben vagy egészben a Ctenosauriscidae című angol Wikipédia-szócikk ezen változatának fordításán alapul.  Az eredeti cikk szerkesztőit annak laptörténete sorolja fel. Ez a jelzés csupán a megfogalmazás eredetét és a szerzői jogokat jelzi, nem szolgál a cikkben szereplő információk forrásmegjelöléseként.